# Terra lontana (romanzo)
Terra lontana (Terre lointaine) è un romanzo di Julien Green, pubblicato a Parigi nel 1966. In italiano è stato edito nel 1970, nella traduzione di Marina Valente. È stato tradotto anche in tedesco, spagnolo, inglese.
Il libro è il terzo volume dell'autobiografia dell'autore, scritta in forma di romanzo, e copre gli anni dall'ottobre 1919 al giugno-luglio 1922. Le vicende narrate si svolgono negli Stati Uniti, in Virginia e in Georgia.

## Trama
Ottobre 1919: il diciannovenne Julian Green arriva a New York, dove è accolto dallo zio materno Walter Hartridge. Subito lo zio lo accompagna in Virginia, a Charlottesville, sede della prestigiosa Università dove studiarono molti americani illustri, tra i quali Edgar Allan Poe. Da questo momento la narrazione alternerà lunghi periodi della vita universitaria con le vacanze, passate da Green presso i parenti virginiani e georgiani.
L'ambiente dell'Università è interamente maschile e le donne con cui il giovane viene in contatto sono di solito attempate affittacamere. Inoltre qui prevale il Protestantesimo e Julian, cattolico, frequenta assiduamente l'unica piccola chiesa della sua confessione; per tutto il primo anno egli non ha il coraggio di affrontare altri studenti e non riesce a condividere i suoi pensieri con qualche amico. Ma non sono gli altri ad evitarlo e col tempo la selvatichezza di cui egli stesso soffre, arriva ad attenuarsi.
L'impatto con l'America significa, all'inizio, una sorta di vertigine nella bellezza: della natura, delle costruzioni, dei giovani coetanei. Ogni bel viso maschile gli fa battere il cuore e gli toglie le forze e la rivelazione della sua omosessualità non può attendere oltre. Eppure il tragitto è estremamente doloroso. Lacerato da scrupoli religiosi esasperati, atterrito all'idea di scoprirsi sensuale, il ragazzo ha elevato barriere che gli impediscono di capire quanto sia nella natura anche la sua tendenza. Giunge persino a credersi unico (e maledetto) finché un compagno riesce ad imporgli alcune letture che lo fanno progredire nella comprensione.
Ma ciò che più lo turba è la facilità con cui sembra invaghirsi di qualsiasi giovane "bello", quando contemporaneamente pensa di essere attratto in particolar modo da un ragazzo di nome Mark. Ne scaturisce una lotta interiore in cui Mark rappresenta l'amore puro e angelico, mentre il resto altro non sono che cattivi pensieri. E la stessa cosa gli succede in vacanza, in Virginia ma soprattutto a Savannah, perché in questa città, assai seducente, viene condotto spesso al Tribunale dove lavora lo zio Walter, e qui i tipi umani non mancano davvero.
Finalmente nel terzo anno di studio, quando ha ormai deciso di tornare a Parigi da suo padre senza acquisire il diploma universitario, Julian trova il coraggio di andare da Mark. Viene accolto con amicizia e conosce una sorta di felicità, perché Mark non esita a passare del tempo con lui e ad invitarlo per qualche giorno a casa sua, alla fine dell'anno scolastico. Questo scatena la gelosia di un altro studente, amico di Julian, che tenta addirittura di togliersi la vita. Perché l'ateneo, sotto l'apparente placidità e signorilità, è un luogo di tanti cuori spezzati e lo stesso Julian ha suscitato l'amore di un compagno che a sua volta non gli ha mai parlato.
Così, nonostante la singolare primavera del 1922, allorché Julian può vedere il suo amato ogni giorno, può parlargli e ricevere in dono una sua fotografia, egli continua ad illudersi che i loro rapporti debbano essere assolutamente casti e, per non distruggere il suo idolo, continua a soffrire. Né lo guarirà il ritorno, né la protratta amicizia di Mark, che scriverà, che verrà anche a Parigi. Ma la felicità per Julian è ancora lontana e non spetterà a Mark il compito di diventare la felicità di Julian.

## Personaggi e dimore
I personaggi sono tutti reali, a parte il fatto che i nomi degli studenti sono leggermente oscurati. Le famiglie, paterna e materna, di Julian Green, si dividono come segue:
- a Gainesville in Virginia i parenti del padre;
- a Savannah (Georgia) i parenti materni.

Dal lato del padre sono accuratamente descritte tre famiglie, ognuna corrispondente a una sorella del padre di Green: i Mackall (che occupano la casa del nonno Charles Green); i Veeder, nella casa dirimpetto, i Turner, in una dimora isolata chiamata Kinloch. Nel 1922 la casa dei Mackall è distrutta da un incendio, quando Julian si trova ancora all'Università. La dimora Kinloch dei Turner farà da sfondo al romanzo Mont-Cinère (1926).
La parentela materna invece è costituita dallo zio Walter Hartridge e quindi da un numero imprecisato di cugini. La composizione familiare dello zio Walter sarà lo sfondo del romanzo breve di Green Passeggero in terra.